# ノルデンフェルト 1インチ機砲
ノルデンフェルト 1インチ機砲（1-inch Nordenfelt gun）とは、1870年代末から1880年代初頭にかけて製造された初期の機砲である。大型の艦艇を、新型で高速の小型水雷艇による魚雷攻撃から防御するために用いられた。

## 概要
機関銃が発明される以前の時代に用いられていたクランクを手動で回して連射する、ヘルゲ・パールクランツ（英語版：Helge Palmcrantz）設計によるノルデンフェルト式機銃の拡大バージョンであり、水雷艇を阻止するに足る火力と射撃速度を両立させるものであった。
砲弾は鋼鉄製の弾に真鍮製薬莢を組み合わせたものであった。これは、1868年にサンクトペテルブルクで締結された400グラム以下の砲弾への炸薬使用禁止条約（英語版）により、締結国では炸薬を使用できなくなったことによるものである。威力は、距離200ヤードで1.25インチの鉄製装甲板を貫通可能であった。
銃身が1本、2本、4本のバージョンが存在していた。弾薬は上部の箱形弾倉から重力によってそれぞれの銃身に供給される方式である。これは射手が右側のレバーを前後に動かすことで装填から射撃に至る一連の動作を行うもので、レバーを引くと排莢、前に押すことで装填、さらに前に押すことで射撃が行われた。射撃は、斉射に限られており、これによって従来型のガトリング砲や後の機関銃（例：マキシム機関銃）よりも安定した射撃速度を実現していた。
操作は指揮官と射手の二人一組で行われ、射手が装填・射撃を担い、指揮官が照準・角度調整・旋回といった砲の制御を担当した。
1880年代中頃、オチキスやノルデンフェルト自身による47mmや57mmといった速射砲の開発によって、炸薬を内蔵した3ポンドから6ポンドの弾薬を使用できるようになったことで、これらに取って代わられることになった。

### 日本
この砲は日本にも4連装型が輸入され、「一尹四連諾典砲」と呼称された。日本は、1868年の条約の締結国ではなく、榴弾も使用している。
金剛・比叡・扶桑・海門・葛城・大和・武蔵・畝傍・浪速・高千穂等に搭載された。日露戦争での使用風景が、日露戦役海軍写真帖に残されている。

## ギャラリー

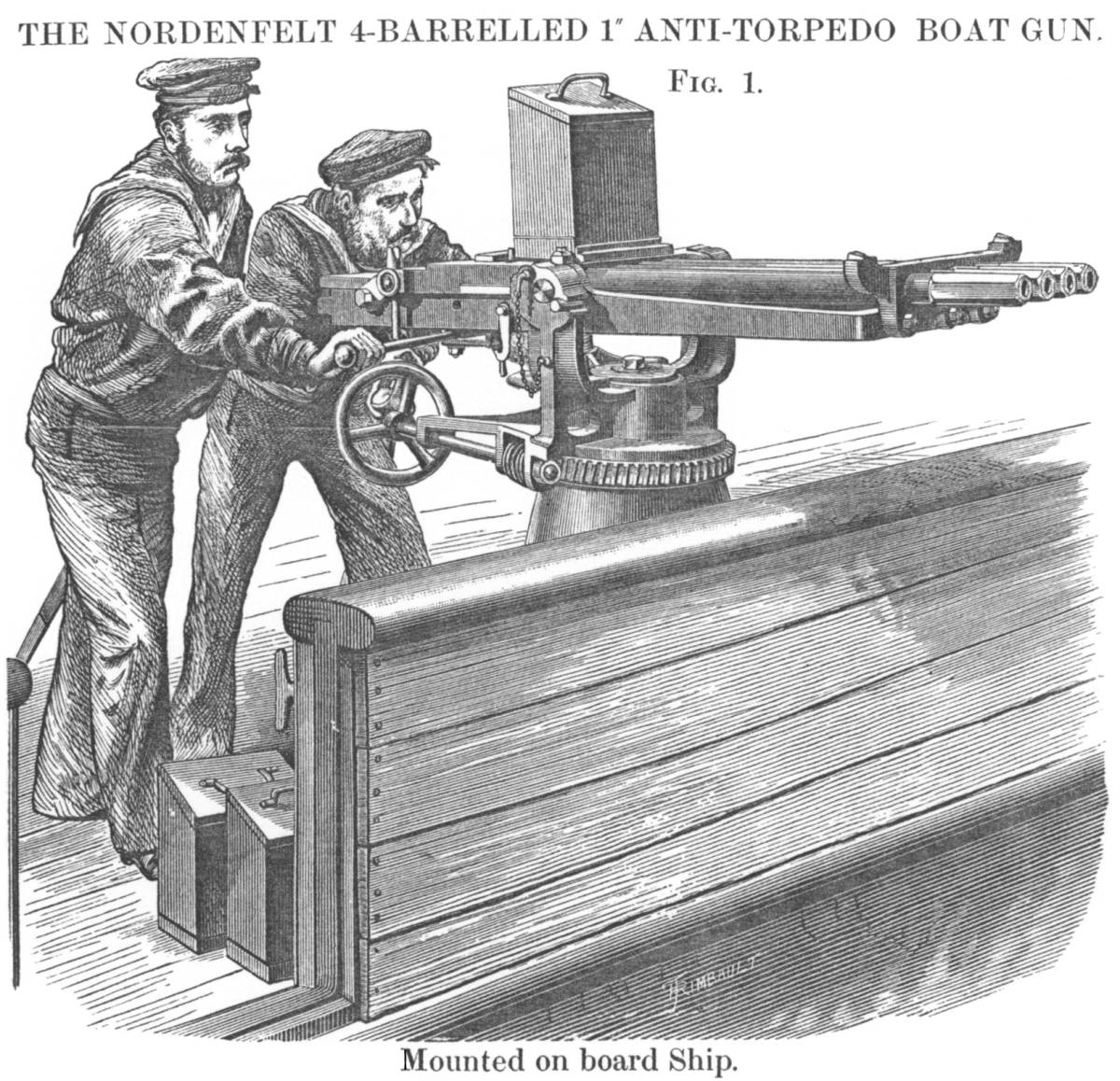
イギリス海軍の4連装型射撃風景。左の指揮官が旋回用のハンドルを操作している。
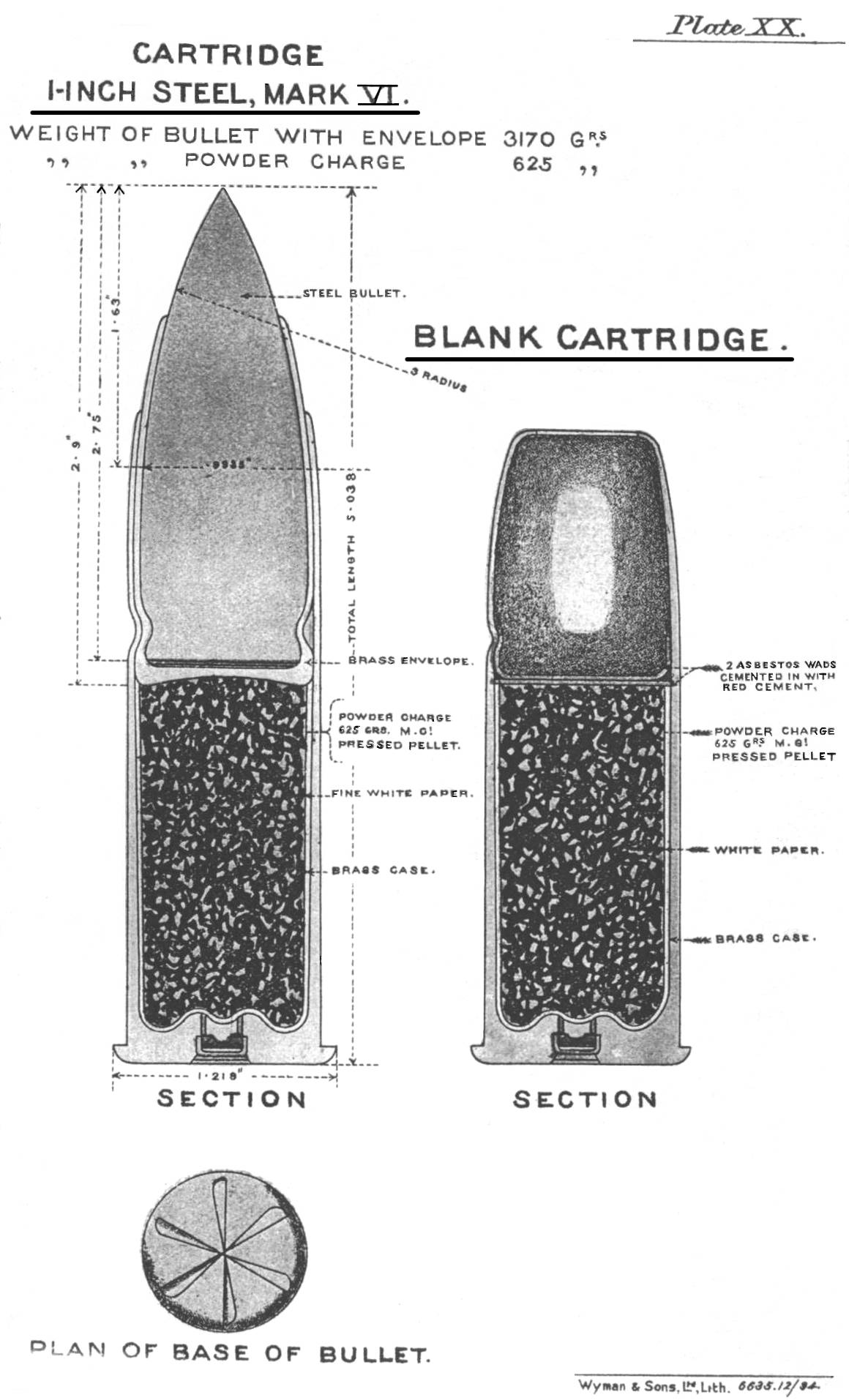
弾薬の断面図。
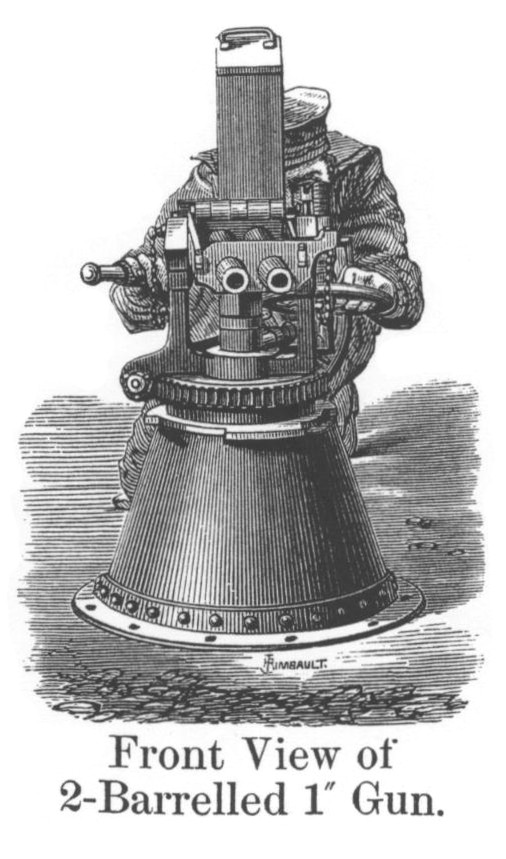
連装型のイラスト